# NGC 550
NGC 550 (również PGC 5374 lub UGC 1021) – galaktyka spiralna (Sa), znajdująca się w gwiazdozbiorze Wieloryba. Odkrył ją William Herschel 8 października 1785 roku.
W galaktyce tej zaobserwowano do tej pory jedną supernową – SN 1961Q.